# Tennessee firebird
Tennessee firebird is een studioalbum van Gary Burton.

## Geschiedenis
Burton had al enige naam gemaakt alsvibrafonist binnen de jazzwereld. De eerste opnamen New vibe man in town dateerden van 1961. Burton keerde met Tennessee firebird terug naar zijn roots. Thuis werd countrymuziek gedraaid en Burton leefde enige tijd in en om Nashville, Tennessee. Onder leiding van Chet Atkins en Brad McCuen kon hij in drie dagen tijd in september 1966 een volle elpee opnemen. Plaats van handeling was de RCA Victor geluidsstudio aldaar, musici waren afkomstig uit de jazz- of countrywereld. De muziek slingert binnen de twee genres heen en weer, maar er is bijvoorbeeld ook een folksong aanwezig in twee liedjes van Bob Dylan.
Tennessee firebird werd samen met Black is the color (of my true love's hair) op single uitgegeven. Burton hoopte met het album zowel de country- als jazzliefhebbers aan hem te binden. Het tegenovergestelde werd de werkelijkheid, het album verkocht bijzonder slecht.

## Muziek
| cd-track | lp-track | titel                                       | Componist                   | Opnamedag                | Musici |
| -------- | -------- | ------------------------------------------- | --------------------------- | ------------------------ | --- |
| 1        | A1       | Gone                                        | Smokey Rodgers              | 20 september 18:00-21:00 | Gary Burton - vibrafoon Thomas Grady Martin - gitaar Ray Edenton - slaggitaar Buddy Emmons - steel guitar Henry Strzelecki - basgitaar Buddy Spicher - fiddle Steve Swallow - basgitaar Kenneth A Buttrey - slagwerk Roy Haynes - slagwerk Steve Marcus - saxofoon  |
| 2        | A2       | Tennessee firebird                          | Gary Burton                 | 21 september 13:00-16:00 | Gary Burton - vibrafoon James Colvard - gitaar Ray Edenton - slaggitaar Sonny Osborne - banjo Henry Strzelecki - bas Buddy Spicher - fiddle Steve Swallow - basgitaar Kenneth A Buttrey - slagwerk Steve Marcus - saxofoon                                          |
| 3        | A3       | Just like a woman                           | Bob Dylan                   | 19 september 18:00-21:30 | Gary Burton - vibrafoon Thomas Grady Martin - gitaar Ray Edenton - slaggitaar Charlie McCoy - bas en mondharmonica Steve Swallow - bas Kenneth A Buttrey - slagwerk Roy Haynes - slagwerk Steve Marcus - saxofoon                                                   |
| 4        | A4       | Black is the color (of my true love's hair) | traditional                 | 21 september 18:00-21:00 | Gary Burton - vibrafoon Chet Baker - gitaar |
| 5        | A5       | Faded love                                  | Bob Wills/J. Wills          | 20 september 18:00-21:00 | Gary Burton - vibrafoon Thomas Grady artin - gitaar Ray Edenton - slaggitaar Buddy Emmons - steel guitar Henry Strzelecki - basgitaar Buddy Spicher - fiddle Steve Swallow - basgitaar Kenneth A Buttrey - slagwerk Roy Haynes - slagwerk Steve Marcus - saxofoon   |
| 6        | -        | Panhandle rag                               | Webb Pierce- Leon McAuliffe | 20 september 18:00-21:00 | Gary Burton - vibrafoon Thomas Grady Martin - gitaar Ray Edenton - slaggitaar Buddy Emmons - steel guitar Henry Strzelecki - basgitaar Buddy Spicher - fiddle Steve Swallow - basgitaar Kenneth A Buttrey - slagwerk Roy Haynes - slagwerk Steven Marcus - saxofoon |
| 7        | B1       | I can’t help it                             | Hank Williams               | 20 september 14:00-17:00 | Gary Burton - vibrafoon Thomans Grady Martin - gitaar Ray Edenton - slaggitaar Buddy Emmons - steelguitar Bobby Osborne - mandoline Steve Swallow - bas Kenneth A Buttrey - slagwerk Roy Haynes - slagwerk Steve Marcus - saxofoon                                  |
| 8        | B2       | I want you                                  | Bob Dylan                   | 20 september 18:00-21:00 | Gary Burton - vibrafoon Thomas Grady Martin - gitaar Ray Edenton - slaggitaar Buddy Emmons - steel guitar Henry Strzelecki - basgitaar Buddy Spicher - fiddle Steve Swallow - basgitaar Kenneth A Buttrey - slagwerk Roy Haynes - slagwerk Steve Marcus - saxofoon  |
| 9        | B3       | Alone and forsaken                          | Hank Williams               | 20 september 14:00-17:00 | Gary Burton - vibrafoon Thomans Grady Martin - gitaar Ray Edenton - slaggitaar Buddy Emmons - steelguitar Bobby Osborne - mandoline Steve Swallow - bas Kenneth A Buttrey - slagwerk Roy Haynes - slagwerk Steve Marcus - saxofoon                                  |
| 10       | B4       | Walter L.                                   | Gary Burton                 | 19 september 18:00-21:30 | Gary Burton - vibrafoon Thomas Grady Martin - gitaar Ray Edenton - slaggitaar Charles McCoy - bas en mondharmonica Steve Swallow - bas Kenneth A Buttrey - slagwerk Roy Haynes - slagwerk Steven Marcus - saxofoon                                                  |
| 11       | B5       | Born to lose                                | Frankie Brown               | 21 september 18:00-21:00 | Gary Burton - vibrafoon Chet Baker - gitaar |
| 12       | B6       | Beauty contest                              | Gary Burton                 | 21 september 13:00-16:00 | Gary Burton - vibrafoon James Colvard - gitaar Ray Edenton - slaggitaar Sonny Osborne - banjo, Henry Strzelecki - bas Buddy Spicher - fiddle Steve Swallow - basgitaar Kenneth A Buttrey - slagwerk Steven Marcus - saxofoon                                        |
| 13       | B7       | Epilogue                                    | geen gegevens               | geen gegevens            | geen gegevens |

Panhandle rag ontbrak op het originele album, maar kwam er bij herpersingen na 1969 bij.